# NGC 4779
NGC 4779 is een balkspiraalstelsel in het sterrenbeeld Maagd. Het hemelobject werd op 15 april 1784 ontdekt door de Duits-Britse astronoom William Herschel.

## Synoniemen
- UGC 8022
- MCG 2-33-34
- MK 781
- ZWG 71.68
- IRAS 12513+0958
- PGC 43837